# Gwynllwg
Il regno del Gwynllyw nacque tra la fine del V secolo e gli inizi del VI con Gwynllyw Farfog, figlio di re Glywys del Glywysing. Era l'area orientale di quest'ultimo e che confinava con il Gwent. Il regno prese il nome di Gwynllwg proprio dal suo primo sovrano. Il secondo e ultimo sovrano di questo regno fu il figlio di Gwynllyw, Cadog Ddoeth, che morì martirizzato (forse per mano dei sassoni nel 580), senza lasciare figli. Il regno andò a re Meurig del Gwent, suo zio acquisito.

## La posizione
Prende il nome da Gwynllyw, il suo sovrano del V o VI secolo, e consiste nella pianura costiera che si estende tra i fiumi Rhymney e Usk, insieme alle colline a nord. Tradizionalmente era considerato parte del regno di Glamorgan (in gallese Morgannwg), piuttosto che di quello di Gwent, che si estendeva a ovest fino al fiume Usk. Tuttavia, in base ai Laws in Wales Acts del 1535-42, il cento fu incluso con quelli situati a est, per formare la nuova contea del Monmouthshire.

## Wentloog e St. Woolos
Il nome Gwynllŵg divenne una signoria marchesa (alternativamente chiamata Newport). Il nome sopravvive come "Wentloog" nel cento di Wentloog e nei villaggi della pianura costiera come Peterstone Wentloog e St Brides Wentloog. Anche il nome Pillgwenlly per un distretto del centro di Newport contiene una versione corrotta di questo nome. Anche i livelli di Caldicot e Wentloog prendono il nome dal cento.
La cattedrale di Newport è dedicata a Gwynllyw (corrotto in St. Woolos). Il nome sopravvive come "St. Woolos" come località generale intorno alla cattedrale.